# Trachys troglodytiformis
Trachys troglodytiformis är en skalbaggsart som beskrevs av Jan Obenberger 1918. Trachys troglodytiformis ingår i släktet Trachys och familjen praktbaggar. Inga underarter finns listade i Catalogue of Life.